# Saison 2015 des Brewers de Milwaukee
La saison 2015 des Brewers de Milwaukee est la 47e saison en Ligue majeure de baseball pour cette franchise, sa 46e depuis son installation dans la ville de Milwaukee, et sa 18e depuis son passage de la Ligue américaine à la Ligue nationale.
Les Brewers ne se remettent pas d'un faux départ menant au remplacement du gérant Ron Roenicke par Craig Counsell, et terminent au quatrième rang sur 5 équipes dans la division Centrale de la Ligue nationale avec 68 victoires et 94 défaites. Ils perdent 14 matchs de plus qu'en 2014 pour leur deuxième fiche perdante en 3 saisons. Les Brewers effectuent également des changements au deuxième étage alors que Doug Melvin quitte le poste de directeur général qu'il occupait depuis 13 ans, son successeur David Stearns lançant un processus de reconstruction et de rajeunissement de l'équipe,.

## Contexte
Coulés par une pénible seconde moitié d'année 2014, les Brewers glissent de la première position de la section Centrale de la Ligue nationale, qu'ils occupent jusqu'au 31 août, à la 3e place de leur division, avec une fiche de 82 victoires et 80 défaites insuffisante pour la qualification en séries éliminatoires, qu'ils ratent pour la 3e année de suite. Avec 8 matchs gagnés de plus qu'en 2013, les Brewers ont une première saison gagnante depuis 2012.

## Intersaison
Peu après la décevante conclusion de la saison 2014, les Brewers annoncent le retour en 2015 de Ron Roenicke, gérant du club depuis 2011. En revanche, on laisse partir l'instructeur des frappeurs Johnny Narron et Garth Iorg, instructeur de premier but et des joueurs d'avant-champ. Le premier est remplacé par Darnell Coles, instructeur des frappeurs adjoint des Tigers de Détroit en 2014.
Alors que s'ouvre la période des joueurs autonomes, le vétéran troisième but Aramis Ramírez choisit de demeurer chez les Brewers pour une 4e saison, renonçant au statut d'agent libre dont il aurait pu se prévaloir. En revanche, 5 autres joueurs des Brewers y accèdent, dont le stoppeur de longue date Francisco Rodríguez, un lanceur de relève droitier. Une nouvelle entente se fait attendre pour Rodríguez, qui accepte finalement le 14 mars 2015 un contrat de 13 millions pour deux autres saisons à Milwaukee. Les Brewers décident de ne pas remettre sous contrat un produit de l'organisation, le joueur de deuxième but Rickie Weeks, qui a passé toute sa carrière avec le club et est membre à temps plein de l'effectif depuis 2005.
Les lanceurs de relève gauchers Zach Duke et Tom Gorzelanny quittent tous deux Milwaukee, afin de poursuivre leur carrière chez les White Sox de Chicago et les Tigers de Détroit, respectivement. Le joueur de premier but Mark Reynolds quitte les Brewers et passe à l'un de leurs rivaux de division, les Cardinals de Saint-Louis.
Le 1er novembre 2014, Milwaukee fait l'acquisition du premier but Adam Lind, acquis des Blue Jays de Toronto en échange du lanceur droitier Marco Estrada.
Le 19 janvier 2015, les Brewers échangent le lanceur partant droitier Yovani Gallardo, membre de l'équipe depuis 2007, aux Rangers du Texas contre le joueur d'arrêt-court Luis Sardiñas, le lanceur de relève droitier Corey Knebel et Marcos Diplan, un lanceur droitier des ligues mineures.
Le 30 janvier 2015, le vétéran releveur gaucher Neal Cotts, qui vient de passer deux saisons chez les Rangers, accepte une entente d'un saison avec Milwaukee.

## Calendrier pré-saison
L'entraînement de printemps 2015 des Brewers se déroule du 4 mars au 4 avril.

## Saison régulière
La saison régulière de 162 matchs des Brewers débute le 6 avril par une visite à Miller Park des Rockies du Colorado et se termine le 4 octobre suivant.

### Classement
| Ligue nationale division Centrale | V   | D  | %    | Diff. | Diff. (séries) |
| --------------------------------- | --- | -- | ---- | ----- | -------------- |
| Cardinals de Saint-Louis          | 100 | 62 | ,617 | -     | -              |
| Pirates de Pittsburgh             | 98  | 64 | ,605 | 2     | +1             |
| Cubs de Chicago                   | 97  | 65 | ,599 | 3     | -              |
| Brewers de Milwaukee              | 68  | 94 | ,420 | 32    | 29             |
| Reds de Cincinnati                | 64  | 98 | ,395 | 36    | 33             |

### Mai
- 3 mai : Après un début de saison de 2 victoires et 13 défaites, puis de 7 matchs gagnés en 25 rencontres, les Brewers congédient le gérant Ron Roenicke, qui dirigeait le club depuis 2011[21].
- 4 mai : Craig Counsell succède à Ron Roenicke comme gérant des Brewers[22].
- 7 mai : Face aux Dodgers de Los Angeles, Mike Fiers des Brewers lance la 79e manche immaculée de l'histoire des majeures[23].

### Juillet
- 23 juillet : Les Brewers échangent le vétéran joueur de troisième but Aramis Ramírez aux Pirates de Pittsburgh contre le lanceur droitier des ligues mineures Yhonathan Barrios[24].

### Août
- 11 août : Doug Melvin annonce qu'il quitte le poste de directeur général des Brewers qu'il occupait depuis 13 ans[3] mais demeure temporairement à l'emploi des Brewers dans un rôle de conseiller, le temps de compléter la transition vers son éventuel successeur[25].
- 19 août : Ryan Braun frappe son 252e circuit avec les Brewers, battant le record de franchise établi par Robin Yount de 1974 à 1993[26].

### Septembre
- 21 septembre : David Stearns, 30 ans, devient le 9e directeur général de l'histoire des Brewers[27].

### Octobre
- 5 octobre : Au lendemain du dernier match de la saison, les Brewers licencient 5 instructeurs, incluant celui de banc (Jerry Narron) et celui des lanceurs (Rick Kranitz), ne gardant que celui des frappeurs (Darnell Coles) et du troisième but (Ed Sedar)[28].

## Affiliations en ligues mineures
| Niveau            | Équipe                           | Ligue                         |
| ----------------- | -------------------------------- | ----------------------------- |
| AAA               | Sky Sox de Colorado Springs      | Ligue de la côte du Pacifique |
| AA                | Shuckers de Biloxi               | Southern League               |
| A-Advanced        | Manatees de Brevard County       | Ligue de l'État de Floride    |
| A                 | Timber Rattlers du Wisconsin     | Midwest League                |
| Ligue des recrues | Brewers d'Helena                 | Pioneer League                |
| Ligue des recrues | Brewers de la Ligue de l'Arizona | Ligue de l'Arizona            |
| Ligue des recrues | DSL Brewers                      | Dominican Summer League       |